# Luis Enrique (cầu thủ bóng đá)
Luis Enrique Martínez García (sinh ngày 8 tháng 5 năm 1970) là một cựu cầu thủ bóng đá người Tây Ban Nha và hiện là huấn luyện viên của câu lạc bộ Paris Saint-Germain.
Khi còn chơi bóng, ông nổi tiếng với sự nhanh nhẹn và có thể chơi được một vài vị trí khác nhau trong sự nghiệp bóng đá của mình, nhưng thường là với vai trò là tiền về trung tâm, và đã ghi được nhiều bàn thắng trong sự nghiệp thi đấu của mình. Sau khi khởi đầu sự nghiệp của mình tại Sporting de Gijón năm 1989, ông gắn bó với cả hai câu lạc bộ lớn của Tây Ban Nha, đầu tiên là Real Madrid từ năm 1991-96 và rồi chuyển sang FC Barcelona theo dạng chuyển nhượng tự do. Câu lạc bộ này không mấy tin tưởng vào người mới của mình tuy nhiên ông đã nhanh chóng lấy được niềm tin của họ và chẳng bao lâu sau ông trở thành đội trưởng của Barcelona. Anh thi đấu cho Barca trong 8 năm (1996-2004). Ông chơi cho đội tuyển bóng đá quốc gia Tây Ban Nha ở 3 kỳ World Cup: 1994, 1998, 2002 và kỳ Euro 1996. Ông khoác áo đội tuyển những chú bò tót này 62 lần và ghi được 12 bàn thắng. Ông cũng là thành viên đội tuyển Tây Ban Nha giành huy chương vàng Olympic mùa hè 1992 ở Barcelona. Ngày 10 tháng 8 năm 2004, ông giải nghệ ở tuổi 34. Vào tháng 3 năm 2004, anh được bầu vào danh sách FIFA 100.
Năm 2008, Enrique là huấn luyện viên đội Barca B và giúp đội bóng này giành 2 Secunda Liga liên tiếp 2009-2010 và 2010-2011. Mối quan hệ thân thiết của ông với người đồng đội cũ, Pep Guardiola - người cũng được bổ nhiệm cùng lúc làm huấn luyện viên F.C. Barcelona vào năm 2008 và đưa đội bóng trở lại hình ảnh số một thế giới - giúp cho đội Barca B và lò đào tạo La Masia có được vô cùng nhiều danh tiếng trong việc đào tạo trẻ và đưa họ lên đội hình 1.
Năm 2011, quyết tâm đi tìm thử thách mới, Luis Enrique quyết định làm huấn luyện viên của A.S. Roma. Tháng 7 năm 2013, Enrique là huấn luyện viên của Celta Vigo. Tháng 6 năm 2014, Enrique trở thành huấn luyện viên của FC Barcelona. Năm 2017, ông chia tay đội bóng sau khi vô địch cúp Nhà vua Tây Ban Nha 2017.

## Sự nghiệp cầu thủ

### Câu lạc bộ
Luis Enrique sinh ra tại Gijón, Asturias, và bắt đầu chơi bóng cho câu lạc bộ địa phương Sporting de Gijón, nơi anh gắn với biệt danh Lucho sau Luis Flores, một tiền đạo người Mexico trong đội. Sau đó ông dành phần lớn thời gian chơi bóng cho hai đội bóng lớn nhất của Tây Ban Nha: đầu tiên là Real Madrid trong năm mùa và năm 1996, sau khi kết thúc hợp đồng, ông chuyển sang đại kình địch FC Barcelona theo dạng chuyển nhượng tự do. Cổ động viên xứ Catalan ban đầu còn do dự về vụ chuyển nhượng này, nhưng ông sớm giành được trái tim của họ và chơi bóng cho Barca tám năm, cuối cùng trở thành đội trưởng, và ghi một vài bàn thắng trong các trận El Clásico trước chính đội bóng cũ Real. Khi còn khoác áo Real, ông từng gây dấu ấn khi ghi bàn trong trận thắng sân nhà 5-0 trước Barcelona, nhưng nói rằng sau đó ông "cảm thấy hiếm khi được các cổ động viên Real Madrid đánh giá và không có những kỉ niệm đẹp ở đó".

### Quốc tế
Luis Enrique chơi cho đội tuyển Tây Ban Nha trong ba kì World Cup: 1994, 1998 và 2002, cũng như Euro 1996) và ghi 12 bàn thắng sau 62 lần khoác áo. Ông cũng là thành viên trong đội hình giành huy chương vàng tại Thế vận hội Mùa hè 1992 ở Barcelona, và có 13 lần ra sân trong đội hình chính vào ngày 17 tháng 4 năm 1991, trong đó có 22 phút trong trận giao hữu thua 0-2 trước România tại Cáceres.
Tại World Cup 1994 tổ chức tại Mỹ, Luis Enrique ghi bàn thắng đầu tiên trong trận thắng 3-0 ở vòng 16 đội trước Thụy Sĩ ở Washington, D.C. Trong thất bại 1-2 ở vòng tứ kết trước Ý tại sân vận động Foxboro, cùi trỏ của Mauro Tassotti đã đập vào mặt ông làm chảy máu, tác động ấy đã khiến Luis bị mất gần một cân máu. Tuy nhiên hành vi đó không bị nhận hình phạt nào trong trận đấu, sau đó Tassotti đã bị cấm tám trận và không bao giờ thi đấu quốc tế nữa.

## Sự nghiệp huấn luyện

### Barcelona B
Ngày 26 tháng 5 năm 2008, Luis Enrique trở lại Barcelona, tiếp quản vị trí huấn luyện của đội B vừa được đổi tên thành Barcelona Atlètic trong mùa giải đó. Vào giữa tháng 3 năm 2011, Luis Enrique tuyên bố ông sẽ rời Barcelona B vào cuối mùa, mặc dù vẫn còn hai năm trong hợp đồng. Ông đã đưa đội bóng đến trận playoff, nhưng không đủ điều kiện để thăng hạng.

### Roma
Ngày 8 tháng 6 năm 2011, Luis Enrique đạt một thỏa thuận với câu lạc bộ từ Serie A A.S. Roma để trở thành vị thuyền trưởng mới của Gialloross. Ông ký một hợp đồng hai năm kèm với đội ngũ huấn luyện gồm bốn người: trong đó có cộng tác viên kĩ thuật là Iván de la Peña, người từng chơi hai năm cho đội bóng kình địch cùng thành phố S.S. Lazio.
Roma bị loại khỏi UEFA Europa League bởi ŠK Slovan Bratislava, giữa những tranh luận gay gắt về việc thay huyền thoại Francesco Totti bằng cầu thủ Stefano Okaka. Đội bóng thủ đô cũng nhận trận thua đầu tiên tại giải nội địa trước Cagliari Calcio, đánh dấu trận thua mở màn thứ ba của đội trong 18 năm.

### Barcelona

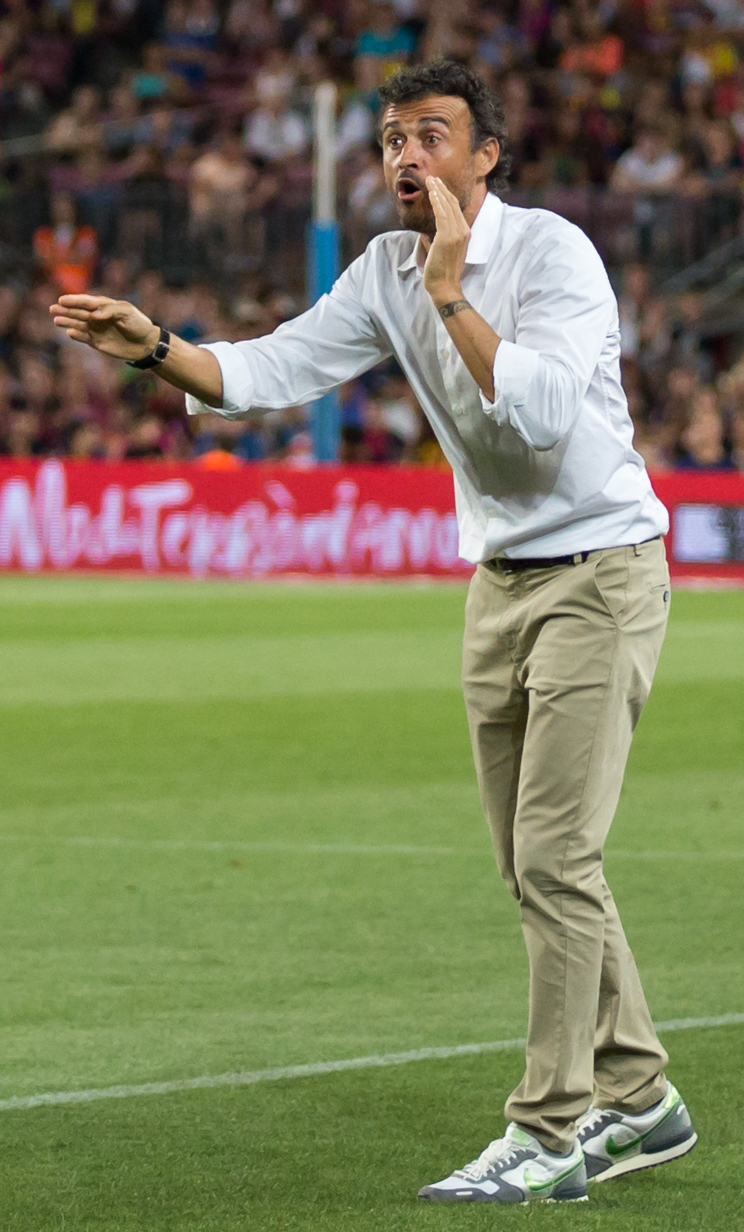
Luis Enrique dẫn dắt Barcelona năm 2014

Ngày 19 tháng 5 năm 2014, có thông tin công bố Luis Enrique sẽ trở lại Barcelona để làm huấn luyện viên, sau khi đồng ý một bản hợp đồng ba năm. Ông được đề nghị hợp đồng bởi giám đốc thể thao Andoni Zubizarreta, cựu đồng đội ở tuyển quốc gia. Trận đấu đầu tiên của ông là trận thắng 3-0 trên sân nhà trước Elche CF, nơi ông cho ra mắt những bản hợp đồng mới như Claudio Bravo, Jérémy Mathieu và Ivan Rakitić, và sản phẩm cây nhà lá vườn Munir El Haddadi, Rafinha và Sandro Ramírez, trong khi bom tấn mùa hè Luis Suárez vắng mặt do bị treo giò.
Mặc dù để thua sân khách trước Real Sociedad, có một thay đổi đáng kể trong phong độ của Barcelona sau khi Enrique thay đổi đội hình. Ông cân bằng kỷ lục 11 chiến thắng liên tiếp của Pep Guardiola, trong khi đội tiếp tục đánh bại Atlético Madrid và Villarreal CF một cách thuyết phục tại cúp Nhà vua để tiến đến trận chung kết. Tại giải quốc nội, sau khi thắng 8 trên 9 trận, đội bóng đã trở lại vị trí đầu bảng sau 15 tuần.
Ngày 21 tháng 4 năm 2015, Luis Enrique tạo nên trận thắng thứ 42 sau 50 trận dẫn dắt Barcelona với chiến thắng 2-0 trước Paris Saint-Germain, một kỷ lục của một huấn luyện viên. Ông đưa đội bóng đến trận chung kết của UEFA Champions League và vào ngày 17 tháng 5, ông giúp Barca giành danh hiệu vô địch quốc gia thứ 23 sau trận thắng 1-0 trước Atlético Madrid tại sân vận động Vicente Calderón. Ngày 6 tháng 6, sau khi đoạt cúp nội địa trước Athletic Bilbao với cùng tỉ số trên, Barcelona hoàn tất cú ăn ba với trận thắng 3-1 trước Juventus trong trận chung kết diễn ra tại Berlin, và ba ngày sau ông đã đặt bút kí bản hợp đồng mới đến 2017.

## Đời tư
Luis Enrique kết hôn với người bạn đời lâu năm Elena Cullell vào ngày 27 tháng 12 năm 1997. Con gái út của họ, Xana, qua đời vì ung thư xương ở tuổi 9 vào ngày 29 tháng 8 năm 2019.

## Thống kê sự nghiệp

### Câu lạc bộ
Nguồn:
| Câu lạc bộ          | Mùa bóng            | Giải quốc nội       | Giải quốc nội | Giải quốc nội | Cúp  | Cúp | Châu Âu | Châu Âu | Khác | Khác | Tổng cộng | Tổng cộng |
| Câu lạc bộ          | Mùa bóng            | Giải đấu            | Trận          | Bàn           | Trận | Bàn | Trận    | Bàn     | Trận | Bàn  | Trận      | Bàn       |
| ------------------- | ------------------- | ------------------- | ------------- | ------------- | ---- | --- | ------- | ------- | ---- | ---- | --------- | --------- |
| Sporting Gijón      | 1989-90             | La Liga             | 1             | 0             | -    | -   | -       | -       | -    | -    | 1         | 0         |
| Sporting Gijón      | 1990-91             | La Liga             | 35            | 14            | 9    | 3   | -       | -       | -    | -    | 44        | 17        |
| Sporting Gijón      | Tổng cộng           | Tổng cộng           | 36            | 14            | 9    | 3   | 0       | 0       | 0    | 0    | 45        | 17        |
| Real Madrid         | 1991-92             | La Liga             | 29            | 4             | 6    | 1   | 6       | 0       | -    | -    | 41        | 5         |
| Real Madrid         | 1992-93             | La Liga             | 34            | 2             | 6    | 0   | 8       | 1       | -    | -    | 48        | 3         |
| Real Madrid         | 1993-94             | La Liga             | 28            | 2             | 4    | 1   | 6       | 0       | 2    | 0    | 40        | 3         |
| Real Madrid         | 1994-95             | La Liga             | 35            | 4             | 2    | 0   | 6       | 0       | -    | -    | 43        | 4         |
| Real Madrid         | 1995-96             | La Liga             | 31            | 3             | 0    | 0   | 8       | 0       | 2    | 0    | 41        | 3         |
| Real Madrid         | Tổng cộng           | Tổng cộng           | 157           | 15            | 18   | 2   | 34      | 1       | 4    | 0    | 213       | 18        |
| Barcelona           | 1996-97             | La Liga             | 35            | 17            | 7    | 1   | 7       | 0       | 2    | 0    | 51        | 18        |
| Barcelona           | 1997-98             | La Liga             | 34            | 18            | 6    | 3   | 6       | 4       | 1    | 0    | 47        | 25        |
| Barcelona           | 1998-99             | La Liga             | 26            | 11            | 3    | 0   | 3       | 1       | 2    | 0    | 34        | 12        |
| Barcelona           | 1999-2000           | La Liga             | 19            | 3             | 5    | 3   | 7       | 6       | 2    | 0    | 33        | 12        |
| Barcelona           | 2000-01             | La Liga             | 28            | 9             | 4    | 1   | 9       | 6       | -    | -    | 41        | 16        |
| Barcelona           | 2001-02             | La Liga             | 23            | 5             | 0    | 0   | 15      | 6       | -    | -    | 38        | 11        |
| Barcelona           | 2002-03             | La Liga             | 18            | 8             | 0    | 0   | 8       | 2       | -    | -    | 26        | 10        |
| Barcelona           | 2003-04             | La Liga             | 24            | 3             | 1    | 0   | 5       | 2       | -    | -    | 30        | 5         |
| Barcelona           | Tổng cộng           | Tổng cộng           | 207           | 73            | 26   | 8   | 60      | 27      | 7    | 0    | 300       | 109       |
| Tổng cộng sự nghiệp | Tổng cộng sự nghiệp | Tổng cộng sự nghiệp | 400           | 102           | 53   | 13  | 94      | 28      | 11   | 0    | 558       | 144       |

Ghi chú
1. ↑  Bao gồm Supercopa de España

### Quốc tế
| Tây Ban Nha | Tây Ban Nha | Tây Ban Nha |
| Năm         | Số trận     | Bàn thắng   |
| ----------- | ----------- | ----------- |
| 1991        | 1           | 0           |
| 1992        | 0           | 0           |
| 1993        | 2           | 0           |
| 1994        | 9           | 3           |
| 1995        | 8           | 0           |
| 1996        | 9           | 2           |
| 1997        | 4           | 2           |
| 1998        | 8           | 1           |
| 1999        | 8           | 4           |
| 2000        | 3           | 0           |
| 2001        | 5           | 0           |
| 2002        | 5           | 0           |
| Tỏng cộng   | 62          | 12          |

### Bàn thắng quốc tế
Tỉ số và kết quả liệt kê bàn thắng củatrước
| #   | Ngày                 | Địa điểm                | Đối thủ        | Bàn thắng | Kết quả | Giải đấu                 |
| --- | -------------------- | ----------------------- | -------------- | --------- | ------- | ------------------------ |
| 1.  | 2 tháng 7 năm 1994   | Washington, Hoa Kỳ      | Thụy Sĩ        | 2–0       | 3–0     | World Cup 1994           |
| 2.  | 16 tháng 11 năm 1994 | Seville, Tây Ban Nha    | Đan Mạch       | 3–0       | 3–0     | Vòng loại Euro 1996      |
| 3.  | 17 tháng 12 năm 1994 | Brussels, Bỉ            | Bỉ             | 4–1       | 4–1     | Vòng loại Euro 1996      |
| 4.  | 4 tháng 9 năm 1996   | Toftir, Quần đảo Faroe  | Quần đảo Faroe | 1–0       | 6–2     | Vòng loại World Cup 1998 |
| 5.  | 13 tháng 11 năm 1996 | Tenerife, Tây Ban Nha   | Slovakia       | 3–1       | 4–1     | Vòng loại World Cup 1998 |
| 6.  | 11 tháng 10 năm 1997 | Gijón, Tây Ban Nha      | Quần đảo Faroe | 1–0       | 3–1     | Vòng loại World Cup 1998 |
| 7.  | 11 tháng 10 năm 1997 | Gijón, Tây Ban Nha      | Quần đảo Faroe | 3–1       | 3–1     | Vòng loại World Cup 1998 |
| 8.  | 24 tháng 6 năm 1998  | Lens, Pháp              | Bulgaria       | 2–0       | 6–1     | World Cup 1998           |
| 9.  | 5 tháng 6 năm 1999   | Villarreal, Tây Ban Nha | San Marino     | 2–0       | 9–0     | Vòng loại Euro 2000      |
| 10. | 5 tháng 6 năm 1999   | Villarreal, Tây Ban Nha | San Marino     | 6–0       | 9–0     | Vòng loại Euro 2000      |
| 11. | 5 tháng 6 năm 1999   | Villarreal, Tây Ban Nha | San Marino     | 7–0       | 9–0     | Vòng loại Euro 2000      |
| 12. | 4 tháng 9 năm 1999   | Viên, Áo                | Áo             | 3–1       | 3–1     | Vòng loại Euro 2000      |

## Danh hiệu

### Sự nghiệp cầu thủ
Real Madrid
- La Liga: 1995
- Copa del Rey: 1993
- Supercopa de Espana: 1993

FC Barcelona
- La Liga: 1998[37], 1999[38]
- Copa del Rey: 1997[39], 1998[40]
- Supercopa de Espana: 1996[41]
- UEEA cup Winners' cup (C2): 1997[42]
- UEEA Super Cup: 1997

Quốc tế
- Thế vận hội Mùa hè: 1992[43]

### Sự nghiệp huấn luyện viên
Barcelona
- La Liga: 2014–15, 2015–16[44]
- Copa del Rey: 2014–15, 2015–16, 2016–17[44]
- Supercopa de España: 2016[44]
- UEFA Champions League: 2014–15[44]
- UEFA Super Cup: 2015[44]
- FIFA Club World Cup: 2015[44]

Paris Saint-Germain
- Ligue 1: 2023–24,[45] 2024–25[46]
- Coupe de France: 2023–24,[47] 2024–25[48]
- Trophée des Champions: 2023,[49] 2024[50]
- UEFA Champions League: 2024–25[51]
- UEFA Super Cup: 2025[52]
- FIFA Club World Cup á quân: 2025[53]